# 和歌山県立和歌山北高等学校西校舎
和歌山県立和歌山北高等学校西校舎（わかやまけんりつ わかやまきたこうとうがっこうにしこうしゃ）は、和歌山県和歌山市西庄にある公立高等学校。由良要塞跡地に所在している。

## 沿革
- 2012年 - 和歌山県立和歌山西高等学校が和歌山県立和歌山北高等学校と統合し、和歌山県立和歌山北高等学校西校舎として開校。
- 2017年 - 競技用プールや柔剣道場などを備えた複合施設と総合グラウンドの完成披露式が行われた。

## 校訓
「知育」「徳育」「体育」三つが相俟って人格形成をはかり「志」を大きく育みます。

## 教育方針
- 「挑戦」自らの将来に向かって目標を持ち、最後まであきらめることなく、挑戦し続ける。
- 「誠実」相手を思いやる心と正しい判断力を身につけ、自らの行動に責任を持つ。
- 「練磨」自己の未来を切りひらく気力・体力をつくるために、進んで心身を練磨する。

## 学科
- 普通科

スポーツ健康科学科・体育系クラブ・北校舎には、高体連の事務局が置かれている。
- スポーツ健康科学科

平成24年4月、和歌山県立和歌山北高等学校は和歌山県立和歌山西高等学校との統合を機に、体育科をスポーツ健康科学科に科名変更された。
体育科としては、東京都立駒場高等学校に次いで、全国で2番目に設置されたものでその歴史は古い。体育科では行われる授業の3分の1が体育関係の専門科目となっており、実技と理論の両面から専門性を磨くべくカリキュラムが組まれている。体育科独自の取り組みとして宿泊研修・スキー実習・水泳実習等の野外活動が行われている。また、体育科に在籍する生徒には卒業までに自己の研究テーマを選び卒業論文として提出することが求められる。

## 部活動
- 陸上競技
- サッカー(男子)
- 水泳(競泳)
- 体操
- 硬式野球
- バスケットボール
- 剣道
- バドミントン
- 写真
- 合唱
- 放送
- 演劇
- 科学
- 文芸
- 家庭
- 図書
- コンピュータ
- 囲碁・将棋
- 茶道
- 書道
- 美術
- 吹奏楽
- JRC

## 著名な出身者
- 桂枝曾丸 - 落語家
- 三笑亭夢花 - 落語家